# Tafsir
Tafsir (Arabisch: تفسير) is binnen de islam de exegese en interpretatie van de Koran. Een persoon die de tafsir schrijft, wordt een mufassir genoemd.
Tafsir richt zich op het Arabisch uit de tijd van Mohammed, grammaticale analyse en de volgorde en de aanleidingen waarop en waarna de Mekkaanse soera's en de Medinaanse soera's zijn geschreven. Volgens anderen, zoals al-Zamakhshari (overleden 1144), zou deze tekstuele uitleg ta'wiel heten en zou tafsir zich beperken tot de uitleg van woorden in de Koran.
Ta'wiel kan ook leiden tot een uitleg waarbij men een verborgen boodschap probeert te ontdekken in de ayaat van de Koran. Dit is gebruikelijk bij de soefi’s, die een allegorische interpretatie zoeken, en de sjiieten, die een inwendige verklaring willen geven. Zahirieten zijn van mening dat alleen naar de uiterlijke betekenis van de Koran gekeken kan worden, waarmee het idee van een verborgen boodschap verworpen wordt. De soennieten zijn verdeeld over dit onderwerp. Sommigen wijzen het af, terwijl anderen van mening zijn dat het wel is toegestaan. Er ontstonden diverse stromingen door verschillende interpretaties, zoals de letterlijke of figuurlijke opvatting van de hand van God, waarbij gedacht moet worden aan een fysieke aanwezigheid van een hand of een symbolische duiding van macht.
Abdallah ibn Abbas, een neef van Mohammed, verzamelde verschillende Ahadith en wordt gezien als de grondlegger van de tafsir. At-Tabari (839–923) is de bekendste mufassir en legde zijn tafsir vast in een 39-delig werk, waarin hij onderscheid maakt tussen ayaat die voor eenieder te begrijpen waren, ayaat die alleen te begrijpen waren door de uitleg van Mohammed en ayaat die alleen te begrijpen waren door God.
In de eerste eeuwen na het ontstaan van de Koran werd door middel van tafsir zo nodig nieuwe interpretaties en voorschriften gegeven. Met name in de 19e en 20e eeuw hebben diverse hervormings- en revivalbewegingen geprobeerd islamitisch verantwoorde antwoorden te vinden voor de uitdagingen in een veranderde en door het Westen gedomineerde wereld. Veel islamitische hervormingsbewegingen die sinds de jaren 80 van de 20e eeuw zijn opgericht, zoals al Qaida, staan een rigoureuze, hernieuwde toepassing van de Koran en de religieuze wetten voor. Deze niet-geestelijken passen de islamitische wetten echter toe zonder de islamitische leermeesters te consulteren. Zij erkennen de tafsir die in de loop der eeuwen door islamitische juristen werden gemaakt, niet.

## Tafsir in de Koran
Soera Het Geslacht van Imraan 7 verwoordt de problematiek van tafsir:
Hij is het, Die u het Boek heeft nedergezonden; er zijn ayaat in, die onoverdrachtelijk zijn die de grondslag vormen van het Boek en er zijn andere die zinnebeeldig zijn. Maar degenen in wier hart dwaling is, volgen die welke zinnebeeldig zijn en zoeken tweedracht en de verkeerde uitleg. En niemand kent de juiste uitleg dan God en degenen die vast gegrondvest zijn in kennis, die zeggen: "Wij geloven er in; het geheel is van onze Heer"; en niemand trekt er lering uit, dan zij, die begrip hebben.